# بجنورد
بُجنورد () مرکز شهرستان بجنورد و استان خراسان شمالی است که در کوهپایه‌های آلاداغ واقع شده است. و بزرگ ترین شهر درشمال خراسان  می‌باشد

## پیشینه
در زمان قاجاریه نام این شهر بیژن‌گرد ذکر شده است.
شهر کنونی بجنورد در حدود سال ۱۱۰۰ق/۱۶۸۹م، بنا شد و پس از آن‌که در شورش حسن‌خان سالار (۱۲۶۳ق/۱۸۴۷م) به شدت آسیب دید، بار دیگر مرمت شد.
پیش از شهر کنونی و حتی پیش از ظهور و سقوط بجنورد، مرکز ناحیه جایی می‌بوده است به نام چرمغان که در جریان حمله مغول ویران گردید. تپه باستانیِ چرمغان در کناره شهر کنونی بجنورد، بازمانده ویرانه‌های آن شهر است. ظاهراً چرمغان، شهری کوچک، پررونق و آباد بوده و بجنورد کنونی در جوار آن به‌وجود آمده است. امروزه حدود و گسترهٔ این شهرک در حاشیهٔ شهر بجنورد، نشانگر پیشینهٔ کهن و رونق آن در سده‌های آغازین اسلامی است. به استناد متون تاریخی در سده‌های پنجم تا هشتم هجری، بخش وسیعی از ناحیهٔ بجنورد، مسکونی و آباد بوده است. در آغاز دوران مغول و تیموری، منطقهٔ بجنورد نیز مورد آسیب‌ها و خسارات فراوانی واقع شد.
نتایج بررسی و پهنه‌بندی محوطه‌های باستانی نشان داده است، نقاط باستانی شناسایی شده، متعلق به دوران میان‌سنگی هزارهٔ چهارم تا هزارهٔ اول پیش از میلاد، نقش مهمی را در شکل‌گیری زیست‌گاه‌های اولیه در حاشیهٔ رودخانه اترک ایفا نموده‌اند. این منطقه، در دوران ماد و هخامنشی، بخشی از ساتراپی پارت قلمداد می‌شده و از دورهٔ اشکانی، در این ناحیه ۸ زیستگاه، در بخش راز و جرگلان، ۳ مورد در بخش مرکزی و نیز ۵ زیستگاه در شهرستان مانه و سملقان شناسایی شده‌اند. وجود بنای سنگی موسوم به آتشکده اسپاخو، از آثار تاریخی دورهٔ ساسانی نیز، نقش و اهمیت خراسان شمالی را در این دوران روشن می‌نماید. علاوه بر آن، منطقهٔ بجنورد در صدر اسلام، در ارتباط فرهنگی - اجتماعی جدی با دیگر نقاط ایران قرار داشته و از آن نواحی تأثیر گرفته است. در آن دوران قسمت‌های عمده‌ای از منطقهٔ آباد و مسکونی بوده است. مؤلف تاریخ سیستان، ناحیهٔ امروزی بجنورد را به عنوان بخشی از سرزمین نسا معرفی نموده است و در سال‌های آغازین سده دوم هجری، این منطقه جزئی از قلمرو بزرگ حکومت طاهریان به‌شمار می‌آمده است.
ابن ابواصیبه نیز در ذکر مناطق بجنورد آورده است که: «ابن سینا، دربار علی‌ابن‌مأمون را در خوارزم ترک گفت و به طوس، شوقان، طبر و سملقان و جاجرم و بالاخره به جرجان رفت.» مؤلف نامعلوم حدودالعالم، از نخستین کسانی است که از چرمغان نام می‌برد و مقدس نیز آن را جزئی از ناحیهٔ نساء برشمرده است.

## موقعیت
بجنورد از شمال با ترکمنستان و از شمال شرقی تا جنوب شرقی با شهرهای شیروان، اسفراین و از جنوب غربی تا شمال غربی با جاجرم، آشخانه و راز همسایه است.

## مناطق شهرداری
بجنورد دارای دو منطقهٔ شهرداری می‌باشد. شهرداری مرکزی در خیابان دولت، شهرداری منطقهٔ یک در خیابان سیدجمال الدین اسدآبادی و شهرداری منطقهٔ دو در خیابان قیام (منطقه شهر ناوک) واقع شده‌اند.

## جغرافیای طبیعی
شهر بجنورد مرکز استان خراسان شمالی با ۳۲/۵ کیلومتر مربع مساحت، در شمال شرق ایران در طول جغرافیایی ۵۷ درجه و ۲۰ دقیقه و عرض جغرافیایی ۳۷ درجه و ۲۸ دقیقه در جنوب رشته‌کوه کپه‌داغ و شرق رشته‌کوه آلاداغ و شمال رشته‌کوه البرز واقع شده است. ارتفاع بجنورد از سطح دریا ۱۰۷۰ متر و فاصله آن تا تهران ۸۲۱ کیلومتر است.

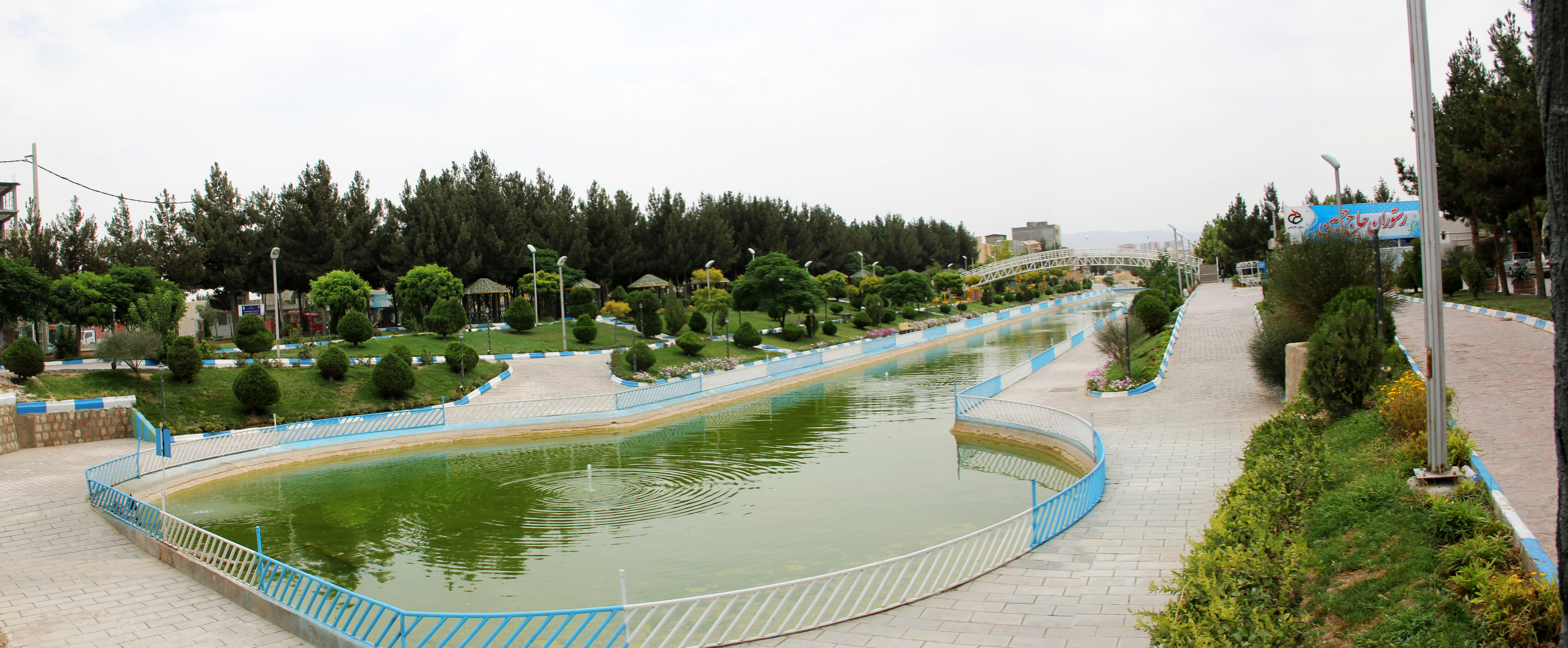
سراسرنمایی از بوستان آفرینش

### اقلیم
آب و هوای بجنورد به‌طور کلی معتدل کوهستانی می‌باشد از این‌رو تابستانهای بجنورد آب و هوای نسبتاً ملایم و زمستانهایش سرد زمستانی است.
| آب و هوای بجنورد             | آب و هوای بجنورد | آب و هوای بجنورد | آب و هوای بجنورد | آب و هوای بجنورد | آب و هوای بجنورد | آب و هوای بجنورد | آب و هوای بجنورد | آب و هوای بجنورد | آب و هوای بجنورد | آب و هوای بجنورد | آب و هوای بجنورد | آب و هوای بجنورد | آب و هوای بجنورد |
|                              | ژانویه           | فوریه            | مارس             | آوریل            | مـــــه          | ژوئـن            | ژوئیـه           | اوت              | سپتامبر          | اکتبـر           | نوامبر           | دسامبر           | سـال             |
| ---------------------------- | ---------------- | ---------------- | ---------------- | ---------------- | ---------------- | ---------------- | ---------------- | ---------------- | ---------------- | ---------------- | ---------------- | ---------------- | ---------------- |
| گرم‌ترین C°                   | ۶٫۳              | ۷٫۶              | ۱۲٫۵             | ۱۹٫۹             | ۲۴٫۳             | ۲۹٫۶             | ۳۲٫۴             | ۳۱٫۸             | ۲۸٫۲             | ۲۱٫۲             | ۱۴٫۳             | ۸٫۷              | ۱۹٫۷۳            |
| سردترین C°                   | −۳٫۴             | ۲٫۸              | ۱٫۱              | ۶٫۷              | ۱۰٫۷             | ۱۵٫۱             | ۱۷٫۸             | ۱۶٫۶             | ۱۲٫۵             | ۶٫۷              | ۲٫۴              | −۱٫۳             | ۷٫۳۱             |
| بارش mm                      | ۲۷٫۶             | ۳۰٫۷             | ۴۲٫۴             | ۳۸٫۵             | ۳۴٫۶             | ۸٫۷              | ۱۰٫۱             | ۶٫۰              | ۸٫۴              | ۱۴٫۱             | ۲۶٫۳             | ۲۵٫۰             | ۲۷۲٫۴            |
| منبع: سایت ورلد ویدر می ۲۰۱۳ |                  |                  |                  |                  |                  |                  |                  |                  |                  |                  |                  |                  |                  |

## مردم‌شناسی

### اقوام
عمدهٔ ساکنان منطقه را طایفه‌های کُرد شادلو تشکیل می‌دهند که در ۱۰۰۹ق/ ۱۶۰۰م به اشارهٔ شاه عباسی صفوی به این حدود کوچ کردند. علاوه بر کردها ترک‌تباران گرایلی، فارسی‌زبانان و سایر اقوام هم در این شهر زندگی می‌کنند.

### جمعیت
بر پایه سرشماری عمومی نفوس و مسکن در سال ۱۳۹۵ جمعیت این شهر ۲۲۸٬۹۳۱ نفر (در ۶۷٬۳۳۵ خانوار) بوده است.

## دانشگاه‌ها

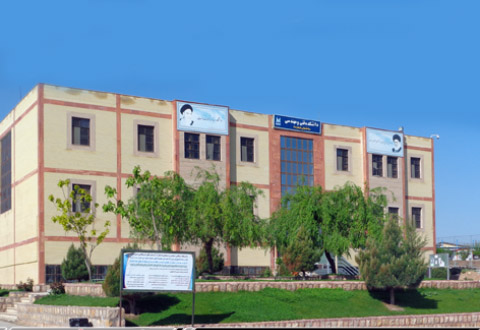
دانشگده فنی مهندسی شماره یک

فهرست برخی از مراکز آموزش عالی شهربجنورد
| نام                                                           | نوع        |
| ------------------------------------------------------------- | ---------- |
| دانشگاه بجنورد                                                | دولتی      |
| دانشگاه علوم پزشکی خراسان شمالی                               | دولتی      |
| دانشگاه آزاد اسلامی بجنورد                                    | آزاد       |
| دانشگاه فنی و حرفه‌ای خراسان شمالی                             | دولتی      |
| دانشگاه علمی کاربردی خراسان شمالی                             | آزاد       |
| دانشگاه پیام نور بجنورد                                       | پیام نور   |
| مرکز تربیت معلم امام جعفر صادق (واحد بانوان)                  | دولتی      |
| مرکز تربیت معلم امام محمد باقر (واحد آقایان)                  | دولتی      |
| مؤسسه غیرانتفاعی اشراق بجنورد                                 | غیرانتفاعی |
| مؤسسه غیرانتفاعی حکیمان بجنورد                                | غیرانتفاعی |
| دانشگاه علوم قرآنی بجنورد                                     | نیمه دولتی |
| دانشگاه کوثر ویژه خواهران                                     | دولتی      |
| مرکز تحقیقات و آموزش کشاورزی و منابع طبیعی استان خراسان شمالی | دولتی      |

## بیمارستان‌ها و درمانگاه‌ها
فهرست برخی از مراکز درمانی شهر بجنورد
| نام                                | نوع   |
| ---------------------------------- | ----- |
| بیمارستان ۳۲۰تختخوابی امام حسن (ع) | دولتی |
| بیمارستان ۵۰تختخوابی نظامی         | دولتی |
| بیمارستان بنت الهدی                | دولتی |
| بیمارستان امام علی (ع)             | دولتی |
| بیمارستان امام رضا (ع)             | دولتی |
| بیمارستان ثامن الائمه (ع)          | دولتی |
| درمانگاه جوادالائمه (ع)            | دولتی |
| درمانگاه شبانه‌روزی ولیعصر          | خصوصی |
| درمانگاه فارابی                    | خصوصی |
| درمانگاه شفا                       | خصوصی |
| درمانگاه عمومی هلال احمر           | دولتی |
| درمانگاه شهید کمالی                | خصوصی |
| درمانگاه امام سجاد (ع)             | دولتی |
| درمانگاه شبانه‌روزی حکمت            | دولتی |

## اماکن دیدنی

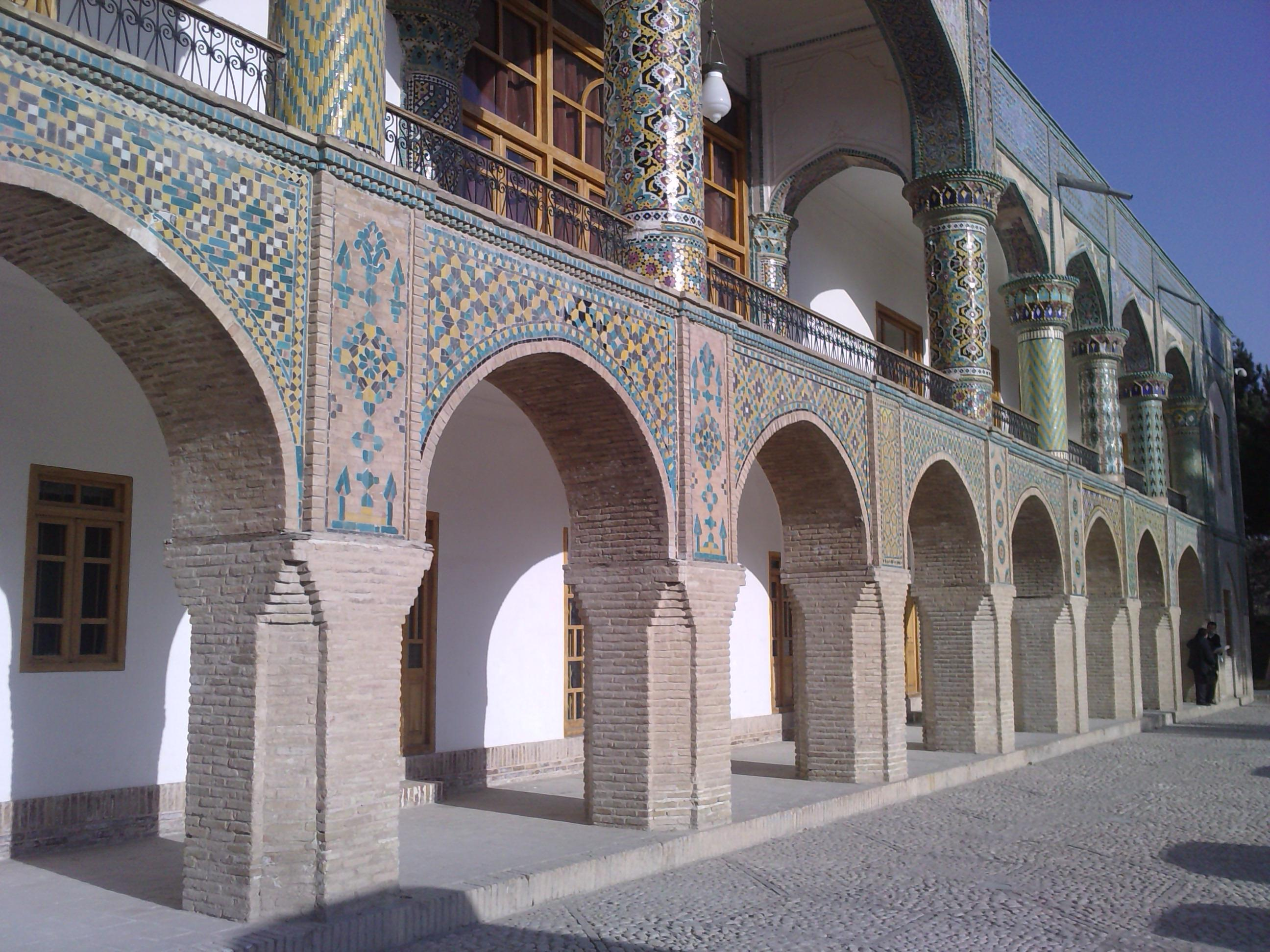
عمارت سردار مفخم

### عمارت سردار مفخم
عمارت مفخم یکی از بناهای تاریخی دوره قاجار در بجنورد است که در اوایل دههٔ ۱۳۰۰ هجری‌قمری به دستور یارمحمدخان شادلو، به عنوان محل سکونت وی و خانواده اش ساخته شده است. این
عمارت ۳۴ اتاق با دو تالار عظیم دارد. نمای اصلی ساختمان در سمت جنوب است که سراسر آن به با انواع کاشی‌کاری معرق، معقلی، هفت رنگ و با طرحها و نقوش انسانی، حیوانی، اسلیمی، ختایی و هندسی زینت یافته است. مصالح بکار رفته در بنا آجر با ملات گچ است و هر طبقه ساختمان دارای دو ایوان شمالی و جنوبی است، سرتاسر بنا با کاشی‌های خشتی و هفت رنگ زیبا در اندازه و
شکل‌های مختلف به رنگهای فیروزه‌ای، زرد، صورتی، بنفش، سفید، سبز، سرخ و سیاه کاشی کاری شده و هر ستون با طرح و نقش خاص خود زینت داده شده است. نمای بیرونی ساختمان تصاویری از
دو فرشته بالدار، چهره‌های انسانی، نقاشی از گل و گیاه و پرنده، طبیعت و طرحهای هندسی سده سیزده را به تماشا می‌گذارد. این بنای تاریخی با شماره ۹۵۲ در فهرست آثار تاریخی به ثبت رسیده است.
بنای ایل شادلو عمارت مفخم پس از مرمت و احیا به موزه بزرگ باستان‌شناسی و مردم‌شناسی استان تبدیل شده است.

### عمارت آینه‌خانه مفخم

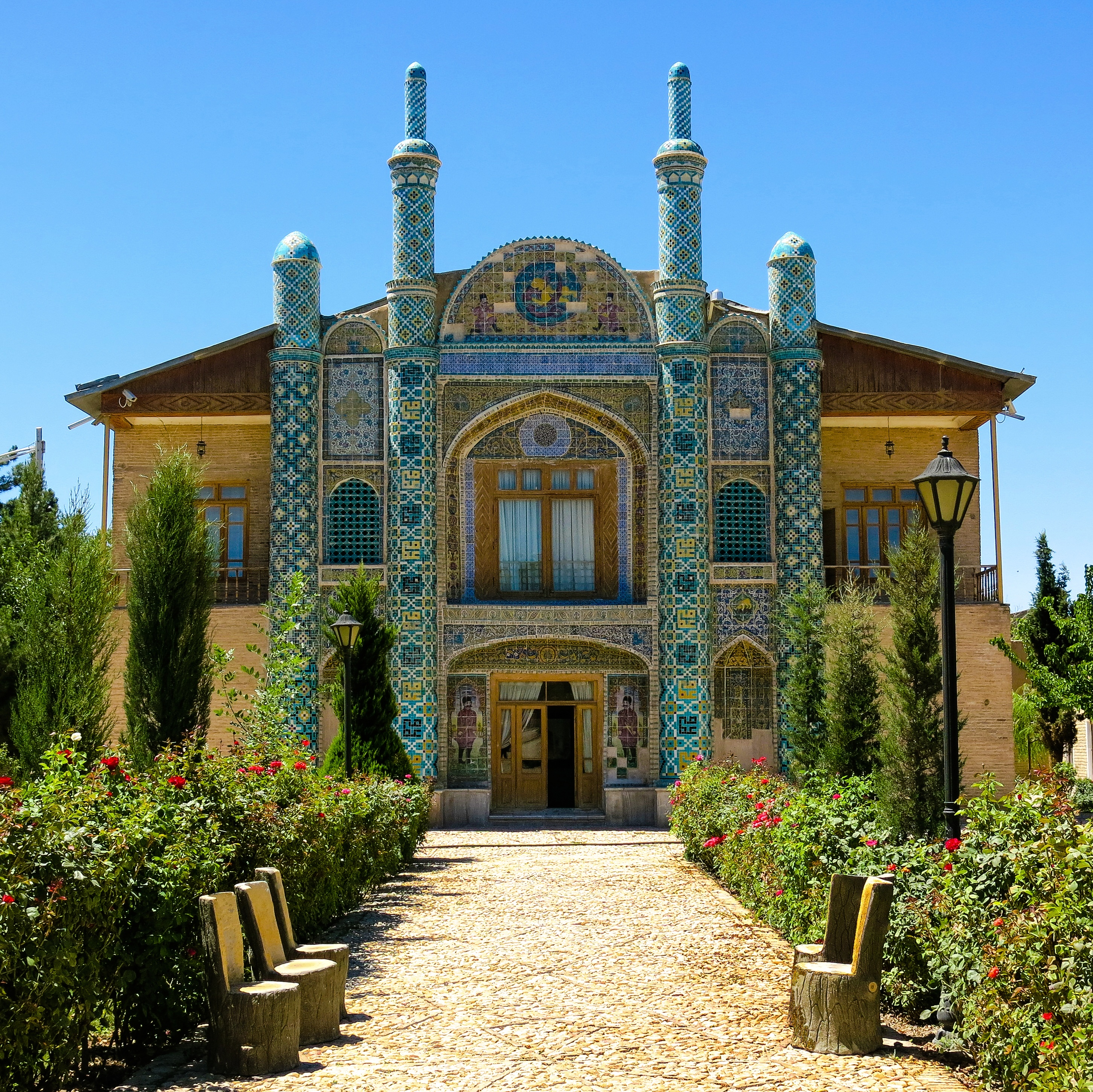
عمارت تاریخی و آیینه‌خانه سردار مفخم بجنورد

بنای آیینه‌خانه یکی از آثار تاریخی مربوط دوره قاجار بجنورد است. در دوره قاجار بنای آیینه‌خانه همراه با بناهای دیگری  ازجمله عمارت مفخم، کلاه‌فرنگی، حوضخانه و سردر، در باغ بزرگی قرار داشته و مجموعه دارالحکومهٔ مفخم را تشکیل می‌داده است. این بنا در انتهای خیابان شریعتی شمالی در شهر بجنورد قرار دارد و ۴ مناره در طرفین ورودی اصلی قرار دارد که روی ۲ مناره کلمه محمد ۱۲ بار به شیوه کاشیکاری معقلی نوشته شده است همچنین در طبقه دوم، اتاق آیینه کاری شده‌ای وجود دارد که بنا، نام خود را از آن گرفته است. این بنا در دهه ۱۳۰۰ هجری، هم‌زمان با دوره حکومت ناصرالدین شاه به دستور یارمحمد خان کرد شادلو، معروف به سردار مفخم ساخته شده و به عنوان فضای اداری و دیوانی، برای انجام دیدارهای رسمی سردار مفخم با رجال سیاسی عهد قاجار و نیز انجام مراسم تشریفات نظامی و رایزنی در باب مسائل سیاسی و اجتماعی با سران ایل شادلو و دیگر رجال سیاسی دوره قاجار مورد استفاده قرار می‌گرفته است.
گفته می‌شود طراحی نقشه ساختمانی آیینه‌خانه به دست میرزا مهدی خانشقاقی (ممتحن‌الدوله) اولین مهندس معمار ایرانی که از دانشکده معماری پاریس فارغ‌التحصیل شده بود، انجام شده است. ساختمان آیینه‌خانه هم‌زمان با عصر ناصری در داخل باغ بزرگی به نام دلگشا ساخته شد. پلان این بنا مستطیل شکل بوده و در دو طبقه به ابعاد تقریبی ۱۱×۱۸ متر و به ارتفاع حدود ۱۰ متر ساخته شده که در مجموع ۹ اتاق دارد. یکی از اتاقهای طبقه فوقانی تالاری است به ابعاد ۸×۳ متر که تمام دیوارها و سقف آن با طرحهای زیبایی آیینه کاری شده است «ایچری». بنای آیینه خانه به شماره ۱۱۶۷ در فهرست آثار ملی کشور به ثبت رسیده و از سال ۱۳۷۹ تاکنون به عنوان موزهٔ اسناد و نسخ‌خطی مورد استفاده قرار می‌گیرد.

### گردشگاه بش‌قارداش
این مکان در ۷ کیلومتری جنوب بجنورد و در شرق جادهٔ بجنورد به اسفراین، در فاصلهٔ تقریبی یک کیلومتری جاده واقع شده است. پیش از اسلام و در زمان سلطنت اشکانیان و ساسانیان در این محل عبادتگاه پیشوایان آیین زرتشتی قرار داشته است. به سبب اقامت چهار فصل مغ (بزرگان دینی زرتشتی) به چهارمغان شهرت یافته است. این گردشگاه تفریحی دارای ۳ استخر می‌باشد که ۲ استخر آن برای شنای کودکان و بزرگسالان درست شده است.

### گردشگاه باباامان
گردشگاه باباامان در کیلومتر ۱۰ جادهٔ بجنورد - مشهد، یکی از قدیمی‌ترین پارک‌های گردشگری در ایران به‌شمار می‌رود. این پارک دارای استخرهای متعدد و پارک جنگلی دارای ۴۰۰٬۰۰۰ اصله درخت ازجمله چنارک، زالزالک، اقاقیا و زردآلو است، همچنین این پارک دارای پوشش گیاهی به وسعت ۲۵۰ هکتار می‌باشد. پارک باباامان دارای پوشش گیاهی و درختان قطور چنار ۴۰۰ ساله و چشمه‌هایی است که در مرکز و اطراف باباامان می‌جوشند و بر زیبایی این پارک می‌افزایند همچنین شاخه‌ای از رودخانه اترک از کنار این پارک می‌گذرد که وجود این رودخانه امکان ماهیگیری را برای علاقه‌مندان فراهم کرده است؛ و چشمه این مجموعه تفریحی که از نوع آبهای معدنی محسوب می‌شود ۳۰۰ الی ۴۰۰ لیتر در ثانیه آبدهی دارد. این چشمه از چهار نقطه درون تپه‌ای می‌جوشد و به درون استخرهایی می‌ریزد که با اختلاف سطح ساخته شده است. قرار گرفتن این گردشگاه در سر راه عبور مسافران مشهد -استان گلستان باعث رونق این گردشگاه شده است.

### عمارت جاجرمی

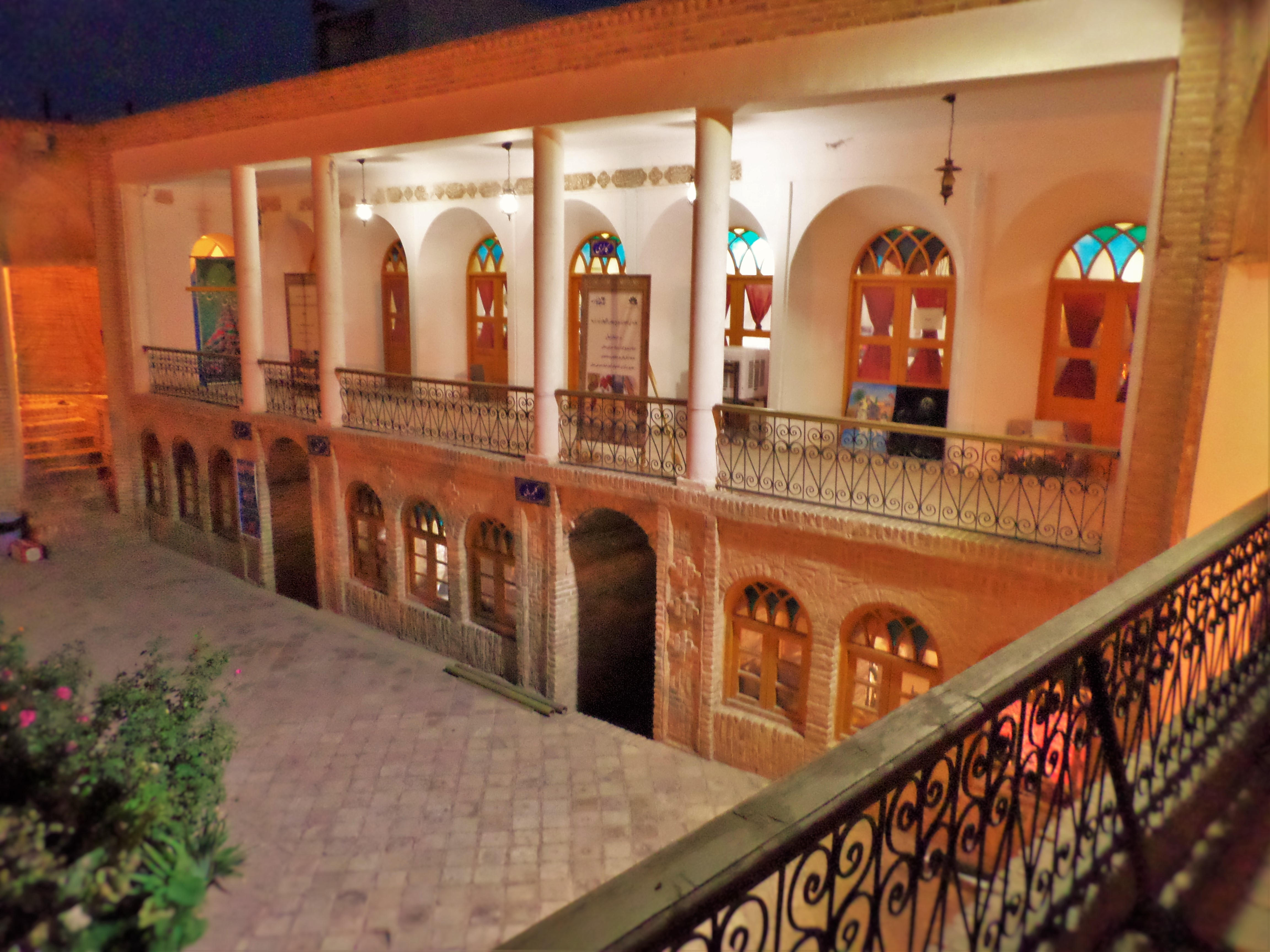
عمارت جاجرمی

عمارت جاجرمی در مرکز شهر بجنورد و در محدوده بافت تاریخی شهر، در کوچه جاجرمی‌ها واقع شده است. این بنا از یادمان‌های اواخر دورهٔ قاجار در شهر بجنورد است که به استناد کتیبه موجود در سال ۱۳۲۵ هجری قمری به دست محمد امین و مهدی رضایی بنا بجنوردی ساخته شده است. این دو برادر که در خانواده‌ای فرهنگی رشد یافته بودند برای تحصیل معماری به دانشگاه سن پولیان فرانسه رفتند و معماری ایرانی را با سبک گوتیک تلفیق نمودند که نتیجه ان عمارت جاجرمی شد.
عمارت جاجرمی یک نمونه معماری سنتی از نوع حیاط مرکزی است که نوعی معماری درونگرا قلمداد می‌شود و در آن تمام در و پنجره‌ها و نورگیرهای رو به حیاط باز می‌شوند. این نوع معماری اغلب در مناطق خشک و کویری مورد توجه بوده و در منطقه بجنورد چندان معمول نیست.
طرح کلی پلان بنا مربع شکل است و در ضلع شرقی و غربی از دو طبقه تشکیل شده که در مجموع حدود ۶۰۰ متر مربع مساحت دارد. ورودی عمارت از طریق یک هشتی به حیاط مرکزی متصل شده که با دو رشته پلکان در گوشه‌های شمال شرقی جنوب غربی به مهتابی‌های طبقه فوقانی راه می‌یابد. سقف هشتی بنا در قسمت ورودی و تمام حجره‌های طبقه پایین با قوس کلیل پوشش یافته و طبقه بالا به صورت تیرپوش است. بخش‌های مختلف بنا با آرایه‌های معماری از قبیل آجرکاری، گچبری، مقرنس‌کاری و کتیبه‌هایی تزئین شده است. قسمت بالایی دیوار ایوان شرقی یک آفریز تزیینی با کتیبه به خط نستعلیق دارد که در آن گزیده‌ای از ترکیب بند مشهور محتشم کاشانی در مرثیه شهدای کربلا (باز این چه شورش است) گچبری شده است.

## ترابری

### فرودگاه
فرودگاه بین‌المللی بجنورد فرودگاهی در شهر بجنورد، مرکز استان خراسان شمالی است. باند این فرودگاه با طول ۴۲۰۰ متر و عرض ۴۵ متر یکی از طولانی‌ترین باندهای فرود کشور است. هم‌اکنون سه شرکت هواپیمایی ایران ایر، ماهان و آسمان به مقصد تهران و بالعکس در این فرودگاه پرواز دارند بطوریکه در تمام روزهای هفته حداقل یک پرواز تهران به بجنورد و بالعکس وجود دارد. هواپیمای ایران ایر از نوع ATR، ماهان از نوع BAe 146-300 و آسمان از نوع Fokker100 است.
پس از تشکیل استان خراسان شمالی در سال ۱۳۸۳ به مرکزیت بجنورد شاخصهای پروازی فرودگاه مانند تعداد روزهای پرواز، تعداد پروازها و تعداد مسافر رشد قابل توجهی داشته است. ترمینال جدید فرودگاه بجنورد به مساحت ۴۶۰۰ مترمربع در سال ۹۸ مورد بهره‌برداری قرار گرفت و جایگزین ترمینال مسافری قدیم به مساحت ۱۷۰۰متر مربع شد. فرودگاه بجنورد با وسعت کنونی ۲۸۶ هکتار در مجاورت شمال غربی شهر بجنورد مرکز استان خراسان شمالی واقع شده است.
این فرودگاه از حدود سال ۱۳۲۷ دارای تأسیسات مختصری بوده و برای اهداف سم پاشی مورد استفاده قرار می‌گرفته است. در سال ۱۳۶۷ این فرودگاه مجدداً طراحی شد و در سال ۱۳۷۱ عملیات اجرایی آن آغاز و در سال ۱۳۷۵ به بهره‌برداری رسید. فرودگاه بجنورد از زمان بهره‌برداری تا سال ۱۳۸۴ فرودگاه اقماری فرودگاه بین‌المللی شهید هاشمی نژاد مشهد محسوب می‌شد، اما در سال ۱۳۸۵ به عنوان یک فرودگاه مستقل معرفی گردید. پس از سال ۱۳۸۳ و با توجه به تشکیل استان خراسان شمالی به مرکزیت بجنورد شاخصهای پروازی فرودگاه مانند تعداد روزهای پرواز، تعداد پروازها و تعداد مسافر رشد قابل توجهی داشته است.

### راه‌آهن
این شهر تاکنون فاقد راه‌آهن بوده درحالی که دو طرح ریلی مهم برای شهر بجنورد مطرح شده:
راه‌آهن مشهد-بجنورد-گرگان به طول ۵۵۰ کیلومتر که اهداف ساخت آن تسهیل مسیرهای ترانزیتی شرقی- غربی و کریدور ریلی شرق خزر به شرق کشور، تسهیل تردد مسافران و زائران استان‌های شمالی کشور به سمت مشهد و پوشش ریلی مرکز استان و برخی شهرهای استان‌های خراسان شمالی، خراسان رضوی و گلستان می‌باشد از این شهر عبور می‌کند. عملیات احداث این خط راه‌آهن قرار است بزودی آغاز شود.
راه‌آهن جوین-اسفراین-بجنورد به طول ۱۶۹ کیلومتر که اهداف ساخت آن اتصال مرکز استان خراسان شمالی به شبکه ریلی و دسترسی کارخانه فولاد و صنایع دیگر منطقه به ترابری ریلی می‌باشد نیز هم‌اکنون در دست احداث می‌باشد و تاکنون ۵۰ درصد پیشرفت فیزیکی دارد.

### آزادراه
این شهر فاقد آزادراه می‌باشد و فقط طرح آزادراه مشهد-بجنورد-گرگان از این شهر عبور می‌کند که حوزه خراسان شمالی آن، در انتظار تصویب توسط هیئت دولت می‌باشد.

### فاصله بجنورد با سایر شهرها
| نام شهر  | فاصله (کیلومتر) |
| -------- | --------------- |
| اصفهان   | ۱۰۱۹            |
| اردبیل   | ۱۳۱۵            |
| تبریز    | ۱۳۵۸            |
| ارومیه   | ۱۴۹۰            |
| بندرعباس | ۱۴۸۸            |
| بوشهر    | ۱۵۷۴            |
| زنجان    | ۱۰۵۹            |
| مشهد     | ۲۷۲             |
| بیرجند   | ۶۵۶             |
| تهران    | ۷۲۴             |
| ایلام    | ۱۳۸۵            |
| کرج      | ۷۷۷             |
| گرگان    | ۳۱۳             |
| سمنان    | ۵۰۴             |
| ساری     | ۴۴۷             |

## شهرهای خواهرخوانده
- عشق آباد، ترکمنستان
- قوچان استان خراسان رضوی